# Українська Галицька партія
«Украї́нська Га́лицька па́ртія» — регіональна багатолідерська християнсько-демократична політична партія України. Найактивніше діє на теренах Львівської, Тернопільської й Івано-Франківської областей. Центральний офіс розташований у Львові. Голова політради партії - Ростислав Коваль.
Створена 1 листопада 2012 року. Зареєстрована у 2014 році. Активну діяльність розпочала у 2015-му, взяла участь у місцевих виборах, здобула 91 депутатський мандат у місцевих органах влади.

## Ідеологія
- Ідеологією партії є Християнська демократія

Пріоритети діяльності:
- спроможні громади та управління за принципом субсидіарності
- відкрита конкуренція у наданні послуг: комунальних, транспортних тощо
- економічно успішні міста, сприятливі для розвитку бізнесу та привабливі для інвестицій
- комфортні міста, дружні до дітей та батьків
- прозоре управління міським бюджетом та майном

## Історія
Рішення про створення УГП ухвалене установчими зборами, які відбулися у Львові 1 листопада 2012. Зареєстрована Міністерством юстиції України 18 серпня 2014 (свідоцтво № 245-п.п.).
17 вересня 2014 року в Львові відбулася презентація УГП, учасники якої висвітлили такі питання: особливості УГП та для чого вона створена, принципи та засади роботи партії. У презентації взяли участь: Ігор Мельник (на той час голова Політради УГП, культуролог, письменник, засновник «Товариства української мови ім. Т.Шевченка»), Орест Друль (на той час заступник голови Політради УГП, керівник «Західної аналітичної групи», аналітик, публіцист), Василь Полуйко (на той час голова Центральної контрольно-ревізійної комісії УГП, керівник Західноукраїнського ресурсного центру, громадський діяч), Віктор Кімакович (член Політради УГП, директор Громадської фундації імені Короля Юрія), Богдан Панкевич (на той час голова Ради Української Галицької Асамблеї, громадський діяч, учасник багатьох громадських проєктів та ініціатив).
УГП не є партією лідерського типу, тому передбачено проводити з певною реґулярністю ротацію на посаді голови Політичної ради партії (як і на інших керівних посадах). У 2012-2016 головою політради УГП був Ігор Мельник. З 5 березня 2016 (2-й етап VI з'їзду УГП) цю посаду посідав Богдан Панкевич. 31 березня 2018 року на VII з'їзді УГП головою ПР УГП був обраний Роман Лозинський.
У вересні 2015 УГП оприлюднила списки своїх меценатів.
2 березня 2016 Громадський Рух ЧЕСНО і Львівська обласна організація Комітету виборців України оприлюднили результати експертного дослідження щодо перших 100 днів діяльності партій у новообраній Львівській міській раді. Роботу фракції УГП відзначили найвищими оцінками за багатьма показниками, сумарно вона також здобула найвищу оцінку — 3,8.
За підсумками моніторингової кампанії, проведеної Громадянською мережею Опора (моніторинг діяльності депутатів ЛМР VII скликання за період з 1 листопада 2016 р. до 30 листопада 2017 р.), беззаперечними лідерами рейтингу стали Юлія Гвоздович та Мирослав Данилків (обоє — представники УГП), які стали єдиними депутатами, які отримали оцінку «5». Ще 18 депутатів отримали оцінку «4», серед них — решта депутатів ЛМР — представників УГП (Ігор Дякович і Тарас Чолій).
УГП видає газету «Наша Галичина» (головний випуск і три регіональні — Львівської, Тернопільської й Івано-Франківської обласних організацій УГП).

## Обласні осередки
- Івано-Франківська обласна організація Української Галицької партії
- Київська обласна організація Української Галицької партії
- Львівська обласна організація Української Галицької партії
- Тернопільська обласна організація Української Галицької партії

## Участь у виборах

### Місцеві вибори 2015 року
Восени 2015 у трьох галицьких областях УГП брала участь у виборах до органів місцевого самоврядування.
За підсумками виборів до органів місцевого самоврядування 25 жовтня 2015 депутати від УГП присутні в радах різного рівня Львівської, Тернопільської й Івано-Франківської областей.
Найбільше депутатів від УГП обрано на Львівщині — 39.
До складу Львівської міськради обрані 4 депутати від УГП: Тарас Чолій (голова Львівської обласної організації УГП), Юлія Гвоздович, Мирослав Данилків та Ігор Дякович.
Ще 15 кандидатів УГП стали депутатами районних рад, 19 — міських, один — депутатом Жвирківської селищної ради Сокальського району.
До Мостиської районної ради обрано 5 депутатів від УГП, до Жидачівської міської ради — 5, до Яворівської районної ради — 4, до Новояворівської міської ради — 4, до Жидачівської районної ради — три, до Перемишлянської районної ради — три, до Перемишлянської міської ради — три, до Судововишнянської міської ради — три, до Мостиської міської ради — два, до Бібрської міської ради — два.
У Тернопільській області депутатами районних рад стали 14 представників УГП, ще троє стали депутатами міських рад.
До Бережанської районної ради обрано 4 депутати від УГП, до Козівської районної ради — три, до Бучацької районної ради — два, до Зборівської районної ради — два, до Чортківської районної ради — два.
На Івано-Франківщині УГП представлена двома депутатами Городенківської міської ради (Галина Кіндрачук і Віктор Сливчук), а Іван Вережак став сільським головою у Котиківці Городенківського району.

### Парламентські вибори 2019
15 травня 2019 року політичні партії «Сила людей», «Українська Галицька партія» та «Демократична Сокира» стали партнерами для координації своєї роботи з «опору російському реваншу» та просуванню демократичних реформ.
6 червня на Х позачерговому з’їзді УГП голова Політради Галицької Партії Роман Лозинський оголосив, що УГП йде разом з партією Голос. У форматі співпраці політсила делегує своїх представників до списку «Голосу» та узгоджує кандидатури по одномандатних виборчих округах Галичини.

### Місцеві вибори 2020
На посаду голови Львівської ОТГ від Української Галицької партії на місцевих виборах балотувалася Юлія Гвоздович. До команди найефективнішої депутатки ЛМР 7-ї каденції за версією Громадянської мережі «Опора» приєдналися лікар-педіатр та екс-речник МОЗ Олександр Ябчанка, співзасновник руху «Геть від Москви!» Святослав Літинський, освітня діячка Ірина Бек та інші.
У Івано-Франківську УГП висунула на посаду мера міста громадську діячку Наталію Сербин, а у Тернополі - активістку Ірину Яремчук.

## Акції й ініціативи
- 4 лютого 2016 Львівська міська рада підтримала ініціативу Української Галицької партії — зажадати від Верховної Ради перегляду чинного законодавство у галузі телерадіомовлення. Зокрема, з огляду на посилення русифікації в радіоетері, УГП пропонувала внести зміни, згідно з якими, мовлення на території принаймні Львівщини мало би провадитися лише українською мовою (йшлося про мову дикторів у радіоетері)[36].

- 21 квітня 2016 на сесії ЛМР голова фракції УГП Тарас Чолій виступив із пропозицією накласти мораторій на забудову в зоні ЮНЕСКО бодай на 5 років. Експерти-реставратори висловили свою підтримку цій ініціативі[37][38].

- У квітні 2016 активісти Тернопільської обласної організації УГП взяли під свою опіку музей голови ОУН(б) Ярослава Стецька у Великому Глибочку (Тернопільський район). Вони провели в музеї толоку. Силами активу УГП демонтовано стару огорожу, придбано будівельні матеріали та розпочато впорядкування території навколо музею. Представники УГП звернулись до сільської влади з пропозицією співпраці у питанні відродження музею. Вони заявили про плани ремонту будівлі й оновлення експозиції[39].

- З метою протидії хижацькому вирубуванню українських лісів активісти УГП у травні 2016 кілька разів блокували на станціях Клепарів і Ходорів вантажні потяги з діловим лісом-кругляком, зрізаним у різних областях Західної України, який під виглядом дров транспортували в бік державного кордону для контрабандного вивезення до Румунії та Польщі. Контрабандну деревину зафіксували на фото й відео, були викликані представники поліції та СБУ для подальшого розслідування злочинної діяльності[40][41].

- У травні 2016 активісти УГП запустили на Львівській залізниці проєкт «Веловагон у гори»[42].

- Активісти УГП брали участь у розробці громадського проєкту «Бюджет міських ініціатив»; брали участь у розробці стратегічних пропозицій для покращення освітньої системи в Україні; домоглися більшої прозорості у сфері виділення земельних ділянок у ЛМР; виступають з вимогами демонтажу комуністичної символіки у Львові (Монумент Слави на вул. Стрийській і прапорів союзних республік на стадіоні СКА), внаслідок чого прапори були демонтовані, а боротьба за демонтаж Монументу Слави триває[43][44].

- 13 жовтня 2016 активісти УГП зібрали перед Генеральним консульством Республіки Польща у Львові мирну акцію на захист гідності українців у цій країні. Вони принесли плакати зі закликами до поляків схаменутися й не нищити українські пам'ятки на території Польщі, зокрема, військові поховання. Відповідне звернення було передане представникам консульства[45][46].

- 29 березня 2018 з ініціативи УГП Нацрада з питань ТБ та радіомовлення призначила позапланову перевірку ТРК «Студія 1+1» через трансляцію фільму за участі акторки Аліси Фрейндліх, яка внесена до Переліку осіб, що створюють загрозу національній безпеці України[47].

- Ініціатива «Святкуй Різдво зі світом 25 грудня»[48][49]. Після однієї з акцій ініціативи у соціальній мережі з’явилися образи на адресу партійців УГП від архієпископа Московського Патріархату та ректора Почаївської лаври Іова Шумського. У відповідь на коментар[50] представника Московського Патріархату, що принижував честь та гідність українців, Українська Галицька партія подала до суду.

- Боротьба з розкраданням комунального майна та незаконними забудовами[51], зокрема, захист земельної ділянки на Дорошенка, 2 від приватизації задарма, в результаті якої на офіс УГП взимку 2020 року було скоєно напад[52]

- В межах боротьби із розкраданням землі УГП створила мобільну виставку «Вкрадено у львів’ян»[53]

- На конференції «Злочинні клани Львова», що її організувала УГП, запрошені експерти розповіли про вплив, що його на львівську політику чинять злочинні клани[54]

- У часі карантину партійці Української Галицької партії створили ініціативи Save FOP Galicia та КупуйГалицьке, покликані підтримати місцевих підприємців у кризі[55][56]

- Перевидання книги Андрея Шептицького «Як будувати рідну хату»[57]

- Просвітницький проект «100 галичан, які змінили світ»[58]